# Dielocroce kabulensis
Dielocroce kabulensis är en insektsart som beskrevs av Hölzel 1975. Dielocroce kabulensis ingår i släktet Dielocroce och familjen Nemopteridae. Inga underarter finns listade i Catalogue of Life.